# Bulbul de Baumann
El bulbul de Baumann (Phyllastrephus baumanni) és una espècie d'ocell de la família dels picnonòtids (Pycnonotidae). Es troba a Costa d'Ivori, Ghana, Libèria, Nigèria, Sierra Leone i Togo. Els seus hàbitats principals són els boscos tropicals i subtropicals de frondoses humits de les terres baixes, la sabana seca i els matollars humits tropicals i subtropicals. El seu estat de conservació es considera de risc mínim.
L'epítet específic baumanni fa referència al botànic i col·leccionista alemany Eugen Baumann (1865-1895).